# Paraschizidium roubali
Paraschizidium roubali là một loài chân đều trong họ Armadillidiidae. Loài này được Frankenberger miêu tả khoa học năm 1940.